# Ermida de Santa Catarina (Ponta Delgada)
A Ermida de Santa Catarina localiza-se no concelho de Ponta Delgada, na ilha de São Miguel, Região Autónoma dos Açores, em Portugal.
Situada junto ao solar do conde de Santa Catarina, pertence hoje ao Estado, porquanto o solar serve de residência ao Governador Militar dos Açores.

## História
Desconhece-se qual a data da sua construção. No entanto, sabe-se que no local existiu um primitivo templo sob a mesma invocação, conforme o Codicilo de 1528 ao testamento do cavaleiro Pedro Jorge, viúvo de Ana Gonçalves.
Explica Mendonça Dias que este Pedro Jorge era filho de Jorge Velho e de mulher africana, que vindo da ilha de Santa Maria com seus pais, casou nesta ilha de São Miguel com Ana Gonçalves, filha de Gonçalves Anes e de Catarina Afonso, de quem teve descendência.
Foram vários os administradores do vinculo instituído e foi um deles que construiu a atual ermida, em 51 alqueires de terra lavradia, existentes naquela zona.
Ernesto do Canto, referindo-se  a esta ermida, registou:
Esta capela [de Santa Catarina] é edificada nas casas de Luiz Francisco Borges Rebelo e tem de rendimento 5$000 reis de património que lhe deixou Manuel Rebelo Borges.
Há poucos anos, já na posse do Estado, foi restaurada e de novo consagrada e aberta ao culto, em cerimónia a que presidiu o Ouvidor Padre José Gomes. Era Governador Militar dos Açores o falecido Brigadeiro António Germano Serrão dos Reis Jr.